# 粗糙數
k-粗糙數是由數學家Finch Steven在2001年及2003年所定義，是指一個正整數的質因數都大於等於k（k大於1）。例如所有的整數均為2-粗糙數，每一個奇數均為3-粗糙數，每一個模6後同餘1或5（6-1）的整數均為5-粗糙數（OEIS數列A007310）。一般而言，會選擇質數的k。
也有些k-粗糙數的定義是正整數沒有小於k的質因數，若依此定義，1均為k-粗糙數。
大於等於k的質數必為k-粗糙數，此外，也有一些合數滿足k-粗糙數的條件。
另一個類似的概念是光滑數，k-光滑數是指一個正整數的質因數都小於等於k。
一個整數可以既不是k-粗糙數，也不是k-光滑數，例如21 = 3×7，因為21有質因數7大於5，因此不是5-光滑數，21有質因數3小於5，因此21也不是5-粗糙數。